# Калмыков, Иван Иванович
Иван Иванович Калмыков (07.11.1924, Рязанская область — 29.09.1982) — советский военнослужащий, участник Великой Отечественной войны, полный кавалер ордена Славы, разведчик 223-го кавалерийского полка, красноармеец — на момент последнего представления к награждению орденом Славы.

## Биография
Родился 7 ноября 1924 года в деревне Заречное Елатомского уезда Рязанской губернии, в черте поселка Сотницыно Сасовского района Рязанской области,. Окончил 7 классов Сотницынской средней школы. В 1940 году поступил на сахарный завод учеником слесаря.
В августе 1942 года был призван в Красную Армию Каверинским райвоенкоматом. Прошел подготовку в запасном полку в городе Коврове. С февраля 1943 года — в действующей армии. Воевал на Воронежском, 1-м, 2-м и 3-м Украинских фронтах; в составе 223-го кавалерийского полка 63-й кавалерийской дивизии прошел путь от Кировограда до Вены.
29 августа 1944 года в районе высоты в 11 км северо-восточнее города Брецку, красноармеец Калмыков, находясь в разведывательной группе, зашел в тыл противника, достиг его траншей и гранатами подорвал свыше 10 противников. Разведчики доставили в штаб полка ценные сведения об обороне противника, что позволило эскадрону овладеть высотой.
Приказом от 16 сентября 1944 года красноармеец Калмыков Иван Иванович награждён орденом Славы 3-й степени.
24 октября 1944 года красноармеец Калмыков, выполняя боевое задание в районе города Надь-Кало, первым обнаружил противника, ворвался в его расположение. Вызвав огонь на себя, что позволило разведывательной группе установить расположение переднего края и огневых средств противника. Был представлен к награждению орденом Славы.
28 декабря 1944 года в ходе наступления полка на населенный пункт Пуставам разведчик Калмыков в числе первых ворвался на его окраину, из автомата сразил 4 противников и установил местонахождение 2 минометных батарей и 2 пулеметных точек противника. По его целеуказанию батареи и огневые точки подавлены нашей артиллерией.
Приказом от 20 февраля 1945 года красноармеец Калмыков Иван Иванович награждён орденом Славы 2-й степени.
Приказом от 25 февраля 1945 года красноармеец Калмыков Иван Иванович награждён орденом Славы 2-й степени.
В австрийских Альпах Калмыков отличился в бою за взятие высоты 1736 и награждён орденом Красной Звезды. День Победы встретил в столице Австрии городе Вене. Участник Парада Победы 24 июня 1945 года на Красной площади в Москве.
Вернулся в свой полк, который перебазировался в румынский город Плоешти. В сентябре 1945 г. Калмыкова отправили на учёбу осваивать новую технику — гусеничные плавающие бронетранспортеры, по окончании которой он стал механиком-водителем бронетранспортерной роты 14-го стрелкового механизированного полка. Службу окончил в белорусском городе Осиповичи. В марте 1947 года был демобилизован.
После демобилизации 2 года жил в городе Макеевке, работал слесарем на литейно-механическом заводе, затем вернулся на родину. Более 30 лет проработал на Сотницынском сахарном заводе: сначала слесарем-монтажником, позднее — бригадиром слесарей. Член КПСС с 1954 года.
Указом Президиума Верховного Совета СССР от 23 сентября 1969 года в порядке перенаграждения Калмыков Иван Иванович награждён орденом Славы 1-й степени. Стал полным кавалером ордена Славы.
Жил в поселке Сотницыно Сасовского района. Скончался 29 сентября 1982 года. Похоронен на кладбище посёлка Сотницыно.
Награждён орденами Красной Звезды, Славы 3-х степеней, медалями.
Именем ветеран войны названа одна из улиц посёлка Сотницыно, а на здании школы. в которой он учился — мемориальная доска..